# Atopsyche kamesa
Atopsyche kamesa is een schietmot uit de familie Hydrobiosidae. De soort komt voor in het Neotropisch gebied.